# Волока (зупинний пункт)
Воло́ка — пасажирський залізничний зупинний пункт Івано-Франківської дирекції Львівської залізниці.
Розташований поблизу села Волока Глибоцького району Чернівецької області на лінії Чернівці-Північна — Багринівка між станціями Чернівці-Південна (10 км) та Великий Кучурів (4 км).
На станції зупиняються тільки приміські поїзди. 